# Siergiej Jesienin
Siergiej Aleksandrowicz Jesienin (ros. Сергей Александрович Есенин; ur. 21 września?/3 października 1895 w Konstantinowie, zm. 28 grudnia 1925 w Leningradzie) – rosyjski poeta, przedstawiciel imażynizmu.
W twórczości łączył wątki rosyjskiej tradycji ludowej z mitologią Greków oraz gloryfikacją zwykłego, chłopskiego życia. Z czasem w jego wierszach coraz częściej pojawiały się wątki katastrofizmu, wyobcowania współczesnego człowieka, żalu za dawną Rosją. Coraz silniejsze były też motywy anarchicznego buntu i pesymizmu.

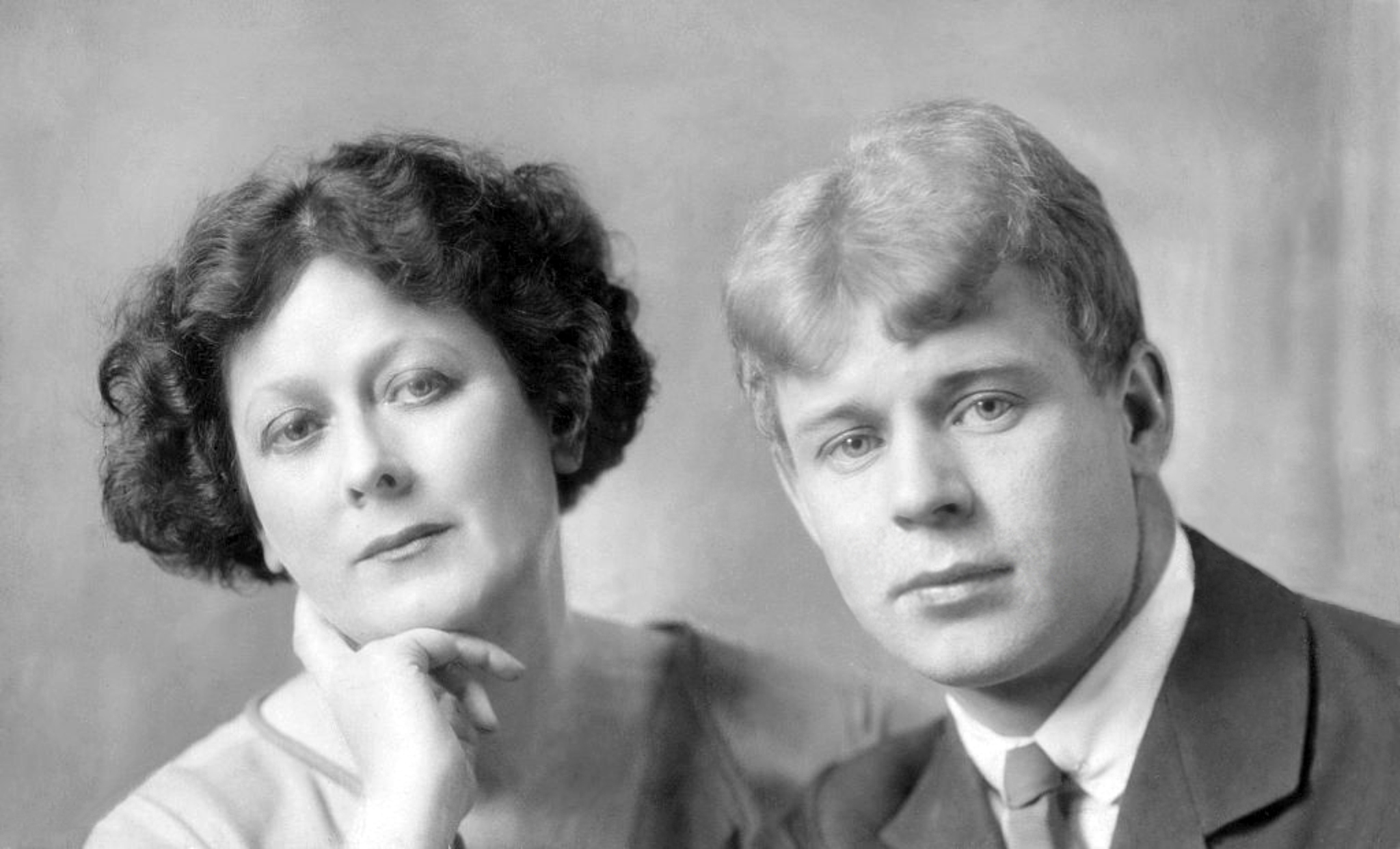
Isadora Duncan i Jesienin (1923)

## Życiorys
Jesienin urodził się 21 września (3 października nowego porządku) 1895 roku w Konstantinowie w Guberni Riazańskiej w rodzinie chłopskiej. Porzuconego przez rodziców przyszłego poetę wychowywali dziadkowie. Tworzył od 9. roku życia, choć jak sam twierdził, świadomie mając lat szesnaście, z którego to czasu wiersze opublikowano później w debiutanckim tomie Radunica (1916). W 1912 wyjechał do Moskwy, gdzie pracował jako korektor w drukarni. Przez półtora roku studiował eksternistycznie na Uniwersytecie Moskiewskim.

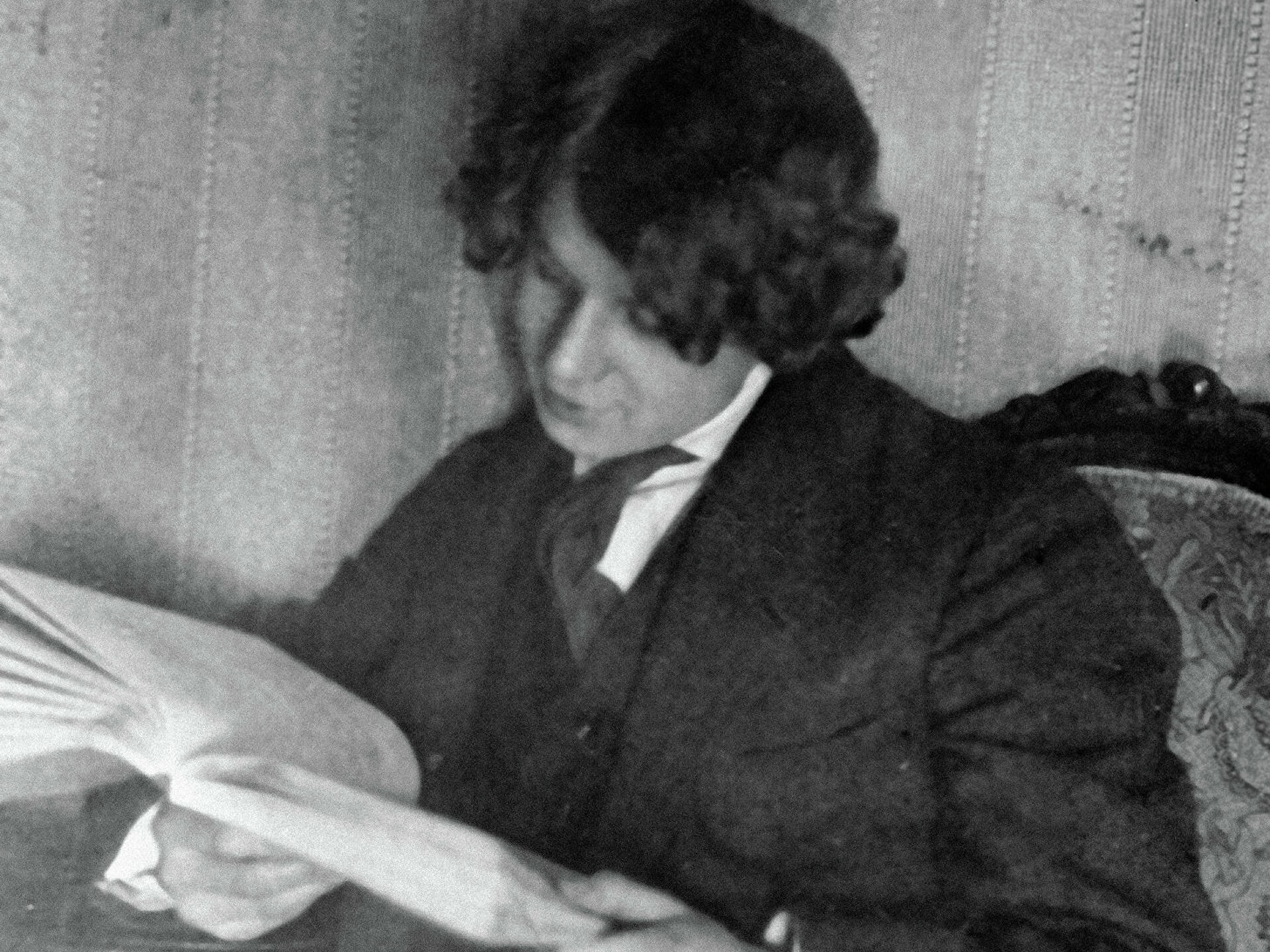
Siergiej Jesienin (1914)

W Petersburgu, dokąd wyjechał w 1915, poznał grono tamtejszych poetów: Błoka, Gorodeckiego, Biełego i Klujewa. Szczególnie Błok pomagał wypromować Jesienina w początkach jego kariery. W tym czasie Jesienin nawiązał bliższą współpracę z Klujewem, z którym mieszkał i utworzył nieformalną grupę poetów wiejskich.
W 1916 został wcielony do armii, ale wkrótce po rewolucji październikowej 1917 Rosja wycofała się z działań wojennych. Jesienin początkowo poparł rewolucję, tłumacząc ją jako zwycięstwo tradycji chłopskiej i patriarchalnej utopii, ale wkrótce stracił złudzenia i nawet krytykował bolszewików w swej twórczości. W 1919 wraz z Marienhofem i Szerszeniewiczem ogłosił manifest imażynizmu.
Jesienin wielokrotnie się zakochiwał, przeważnie na krótko, był pięciokrotnie żonaty. Jego pierwsze małżeństwo miało miejsce w 1913 roku i z tego małżeństwa miał syna Jurija. Po raz drugi ożenił się w 1917 i z tego małżeństwa pozostały dzieci: Tatiana (dziennikarka) i Konstantyn (statystyk sportowy). Pod koniec 1921 na przyjęciu u przyjaciela, malarza Gieorgija Jakułowa, poznał amerykańską tancerkę Isadorę Duncan, z którą się ożenił w maju następnego roku. Wspólnie odbyli podróż po Europie i do Stanów Zjednoczonych, jednak pogłębiająca się choroba alkoholowa i napady szału powodowały, że często niszczył wyposażenie pokojów hotelowych i robił burdy w restauracjach. Ich małżeństwo trwało krótko i w maju 1923 Jesienin wrócił do Moskwy, gdzie ponoć miał wziąć czwarty ślub, chociaż nigdy nie rozwiódł się z Duncan.
W latach 1924–1925 Sergiusz Jesienin mieszkał i pracował w Batumi przy dawnej ulicy Engelsa, jak głosi napis na pamiątkowej tablicy, umieszczonej na elewacji piętrowej kamienicy.
Ostatnie dwa lata jego życia obfitowały w pijackie zachowania, ale także w najbardziej znane utwory literackie. Wiosną 1925 poznał Sofię Tołstoj (wnuczkę Lwa Tołstoja), z którą się ożenił. W 1925 w związku z depresją został skierowany na leczenie psychiatryczne, jednak został zwolniony ze szpitala na święta.

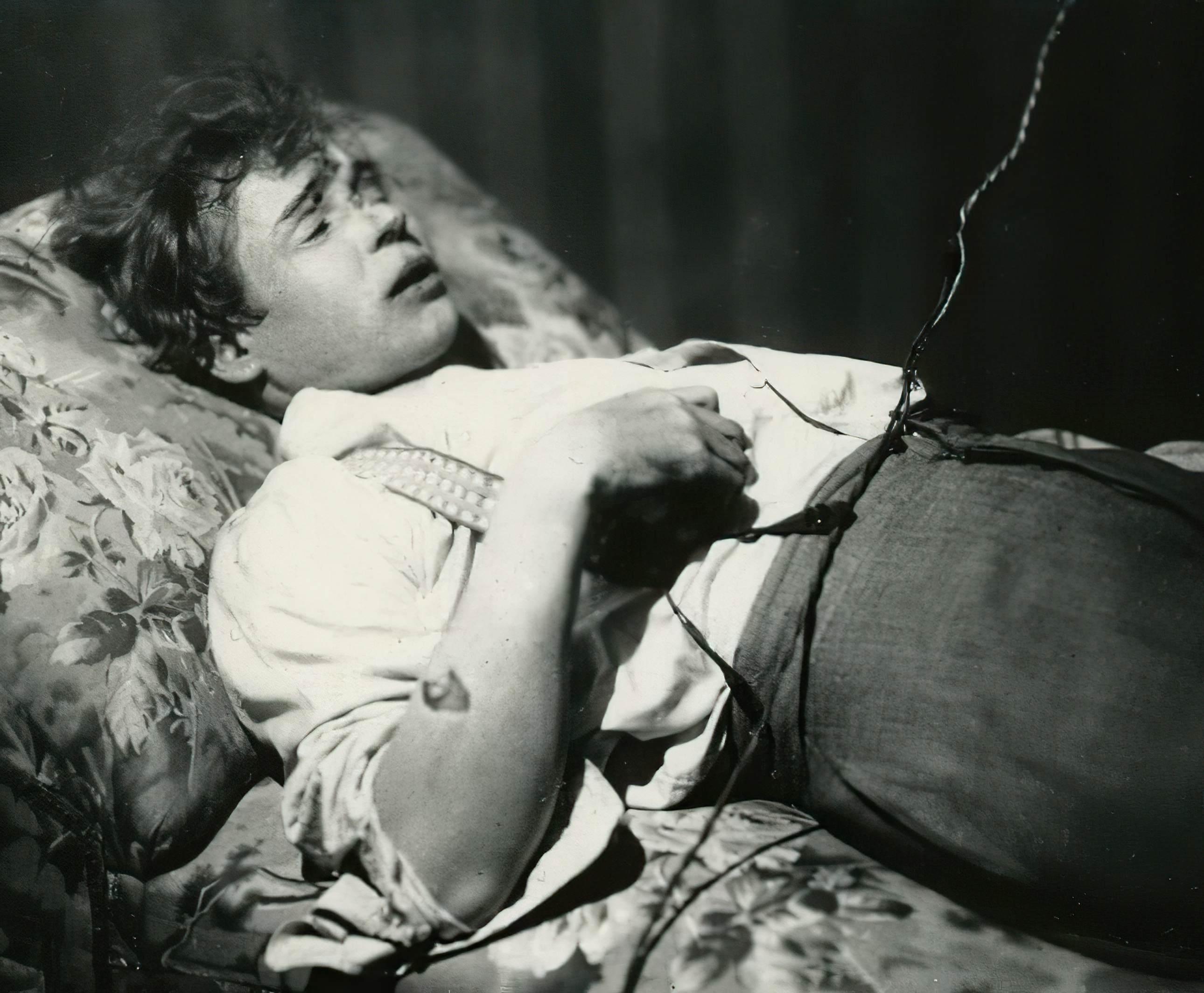
Ciało Jesienina znalezione w pokoju hotelowym

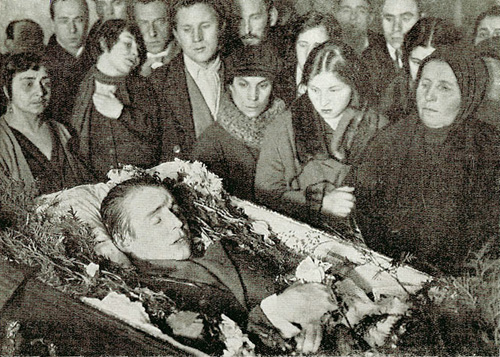
Pogrzeb Siergieja Jesienina

### Śmierć
Oficjalną wersję śmierci poety przedstawia raport milicyjny, sporządzony przez śledczego Mikołaja Gorbowa. Według niego, 28 grudnia 1925 milicja zjawiła się w hotelu „Internacjonał” (dawny Angleterre; nazwa ta wciąż nieoficjalnie funkcjonowała) w Leningradzie wezwana tam telefonicznie przez jego zarządcę Wasilija Michajłowicza Nazarowa. Milicja zastała we wskazanym pokoju mężczyznę wiszącego na rurze grzewczej. Wisielec miał prawą rękę przeciętą powyżej łokcia, lewą zaś zadrapaną, pod lewym okiem siniak. Zmarły wisiał półtora metra nad ziemią, a w jego pobliżu leżała przewrócona szafka i strącony z niej kalendarz. Wedle znalezionych przy denacie dokumentów, tożsamość zmarłego określono jako Siergiej Aleksandrowicz Jesienin. Skądinąd wiadomo, że na stole znaleziono wiersz pożegnalny napisany krwią. Sekcja zwłok wykonana następnego dnia przez eksperta Hilarewskiego wykazała, że rany na rękach były powierzchowne, mogły zostać zadane sobie przez denata, nie miały charakteru śmiertelnego, a śmierć nastąpiła wskutek asfiksji wywołanej uduszeniem wskutek powieszenia. Śmierć samobójczą przez powieszenie uznano za oficjalną przyczynę zgonu i wpisano do akt stanu cywilnego. Poecie urządzono pogrzeb państwowy na cmentarzu Wagańkowskim w Moskwie. Istnieje pogłoska, wedle której trumna została zalana betonem w celu uniemożliwienia ewentualnej sekcji zwłok w przyszłości.
Wkrótce po śmierci poety rozpowszechniły się pogłoski na temat innych jej wersji. Wedle nich Jesienin zginął z rąk OGPU – miał być bowiem wplątany w intrygi polityczne na najwyższym szczeblu władzy. Poeta został uderzony w tył głowy i jeśli nie spowodowało to śmierci, mógł zostać powieszony siłą lub też uduszony jeszcze przed zaciśnięciem pętli na jego szyi. Dokumenty milicyjne i medyczne zostały zaś sfałszowane. Doktor Hilarewski nie mógł się od tego uchylić, lecz tak sporządził dokumenty, że nie zawierają one śladów typowych objawów powieszenia – być może w celu przyszłego odkrycia mistyfikacji. Pogłoski te skierowało w 1993 roku w piśmie do prokuratury dwóch rosyjskich uczonych. Prokuratura uznała, że nie są one wiarygodne. Wersję śmierci poety z rąk OGPU przedstawiono również w rosyjskim serialu telewizyjnym Jesienin (2005).
Pożegnalny wiersz Jesienina
| Wersja oryginalna До свиданья, друг мой, до свиданья. Милый мой, ты у меня в груди. Предназначенное расставанье Обещает встречу впереди. До свиданья, друг мой, без руки, без слова, Не грусти и не печаль бровей,- В этой жизни умирать не ново, Но и жить, конечно, не новей. | Tłumaczenie Tadeusza Mongirda Żegnaj, przyjacielu, do widzenia, Drogi mój, od krwi serdecznej bliższy. Ta rozłąka w ciemnych przeznaczeniach Obietnicą połączenia błyszczy. Żegnaj bez uścisku dłoni i bez słowa. Nie martw się, cień smutku z czoła przegoń. W życiu ludzkim – śmierć to rzecz nie nowa, A i życie samo – nic nowego. |

Na ostatni wiersz Jesienina odpowiedziało wierszami wielu poetów radzieckich. Zakończenie kontrwiersza Władimira Majakowskiego brzmi:
| W tym życiu umrzeć nietrudno. Stworzyć życie jest o wiele trudniej. |

Zawiera on jednak też takie fragmenty jak:

| Po cóż powiększać liczbę samobójstw? Lepiej zwiększ produkcję atramentu! |

Jednak sam Majakowski także popełnił samobójstwo w 1930 roku.
Nikołaj Klujew napisał poemat Pieśń żałobna o Sergiuszu Jesieninie (Płacz o Siergieje Jesieninie).

## Wybrana twórczość[6]

### Poematy
- 1918 – Inonia (ros. Инония)
- 1918 – Przemienienie (ros. Преображение)
- 1920 – Sorokoust (ros. Сорокоуст)
- 1920 – Spowiedź chuligana (ros. Исповедь хулигана)
- 1921 – Pugaczow (ros. Пугачёв) – polskie tłumaczenie Władysław Broniewski
- 1924 – Ruś sowiecka (ros. Русь советская)
- 1924 – Ruś odchodząca (ros. Русь уходящая)
- 1924 – Ballada o dwudziestu sześciu (ros. Баллада о двадцати шести)
- 1925 – Anna Sniegina (ros. Анна Снегина) – polskie tłumaczenie Waldemar Smaszcz
- 1925 – Czarny człowiek (ros. Чёрный человек)

### Zbiory i cykle wierszy
- 1916 – Radunica (ros. Радуница)
- 1918 – Sielskij czasosłow (ros. Сельский часослов)
- 1920 – Kobyli korabli (ros. Кобыльи корабли)
- 1921 – Trierjadnica (ros. Трерядница)
- 1921 – Spowiedź chuligana (ros. Исповедь хулигана)
- 1922 – Moskwa karczemna (ros. Москва кабацкая) – cykl wierszy
- 1923 – Wiersze skandalisty (ros. Стихи скандалиста)
- 1925 – Motywy perskie (ros. Персидские мотивы) – cykl wierszy miłosnych

### Powieści
- 1915 – Jar (ros. Яр) – krótka powieść, która nie spotkała się z przychylnością krytyków

### Publicystyka
- 1921 – Byt i sztuka (ros. Быт и искусство) – artykuł, w którym ostro polemizuje z estetyzmem teoretyka moskiewskich imażynistów Szerszeniewicza

## Odniesienia w kulturze
- Jesieninowi poświęcony jest wiersz Władysława Broniewskiego Nocny gość, który stał się także tekstem piosenek Nocny gość Władysława B. zespołu Opozycja oraz Nocny gość wykonywanej przez Pidżamę Porno.
- Halina Poświatowska napisała wiersz Śmierć Jesienina opublikowany w tomiku Jeszcze jedno wspomnienie.
- O śmierci Jesienina opowiada piosenka Budki Suflera Konie już czekają przed domem.
- Krzysztof Krawczyk nagrał w 1977 roku album z piosenkami do wierszy Jesienina pt. Sergiusz Jesienin. Pieśni, pieśni...
- Jacek Kaczmarski napisał wiersz Samobójstwo Jesienina (znany także pod tytułem Śmierć Jesienina)[7][8].
- Przemysław Gintrowski debiutował w 1976 roku na przeglądzie w warszawskiej Rivierze piosenką Epitafium dla Sergiusza Jesienina, której tekst napisał na podstawie utworu o tym samym tytule  Krzysztofa Marii Sieniawskiego oraz wiersza Jesienina „Отвори мне, страж заоблачный”
- Protest mieszkańców Leningradu 16 marca 1987 roku przeciwko planom wyburzenia hotelu Angleterre był pierwszą w ZSRR legalną demonstracją ludności[9] (hotel jednak wyburzono 18 marca, a w 1991 roku odbudowano).
- Grzegorz Ojcewicz, Renata Włodarczyk i Dariusz Zajdel opublikowali książkę Zabójstwo Sergiusza Jesienina. Dr Grzegorz Ojcewicz, pracownik naukowo-dydaktyczny Wyższej Szkoły Policji w Szczytnie, przedstawia w niej rekonstrukcję wydarzeń ostatnich pięciu dni życia Jesienina, wraz ze wskazaniem mocodawców, wykonawców, motywów i przebiegu zabójstwa. Kanwa książki uzupełniona o dodatkowe materiały, które pojawiły się już po wydaniu została przedstawiona w artykule Najnowsza wersja okoliczności i przyczyny śmierci Sergiusza Jesienina. Od zlecenia do ekshumacji[10]
- Polski zespół black metalowy Furia, na płycie „Huta Laura / Katowice / Królewska Huta” wykorzystał jako teksty przekłady wierszy Jesienina „Śnieżysta równina” i „Klonie mój bezlistny”, a także fragment wiersza „List do kobiety”.
- Rosyjski zespół The Retuses wykorzystuje teksty Jesienina w swoich piosenkach, m.in. w Шаганэ i 1924.
- Zespół Bring Me the Horizon wykorzystał ostatni wiersz Jesienina w swojej piosence It was written in blood.
- Paweł Wójcik z Tomaszem Sarniakiem nagrali w 2014 roku piosenkę Sergiusz Jesienin w Hotelu Angleterre 28 grudnia 1925[11].

## Artykuły o Jesieninie
- NDiaye I.A. (2012), O Sergiuszu Jesieninie i potrzebie prawdy historycznej, rozmowa z Grzegorzem Ojcewiczem, [w:] I.A. NDiaye, O pamięci w literaturze rosyjskiej. Rozmowy najważniejsze, Olsztyn 2012, s. 89–102.
- Ojcewicz G. (2012), „Czarny człowiek” Sergiusza Jesienina w tłumaczeniu Adama Pomorskiego jako drugi element polskiej serii przekładowej, „Acta Neophilologica”, nr XIV (1), s. 165–183.
- Ojcewicz G. (2011), Najnowsza wersja okoliczności i przyczyny śmierci Sergiusza Jesienina. Od zlecenia do ekshumacji, „Acta Neophilologica”, nr XIII, s. 235–250.
- Ojcewicz G. (2011), Śmierć Sergiusza Jesienina: teza – antyteza – synteza, [w:] Tekst jako kultura. Kultura jako tekst, red. Z. Nowożenowa, Gdańsk, s. 368–379.
- Ojcewicz G. (2011), Wybrane aspekty analizy okoliczności i przyczyny śmierci Sergiusza Jesienina, „Problemy Kryminalistyki”, nr 272¸ s. 66–70 (współautor Renata Włodarczyk).
- Ojcewicz G. (2010), „Czarny człowiek” Sergiusza Jesienina jako tekst o pojedynku dobra ze złem. Geneza. Losy. Interpretacja, „Acta Neophilologica”, nr XII, s. 115–143.
- Ojcewicz G., Włodarczyk R., Zajdel D. (2009), Zabójstwo Sergiusza Jesienina. Studium kryminalistyczno-historycznoliterackie, Szczytno.
- Ojcewicz G. (2009), „Czarny człowiek” Sergiusza Jesienina w przekładzie Władysława Broniewskiego, „Acta Polono-Ruthenica”, tom XIV, s. 167–188.
- Ojcewicz G. (2009), Lew Trocki o Sergiuszu Jesieninie, czyli Laudatio funebris jako źródło perfidnego stereotypu, [в:] Стереотипы и национальные системы ценностей в межкультурной коммуникации. Сборник статей, выпуск 1, Санкт-Петербург – Ольштын, c. 140–148.
- Ojcewicz G., Włodarczyk R. (2009), Samobójstwo czy perfidne zabójstwo? Śmierć Sergiusza Jesienina w świetle współczesnej wiedzy kryminalistycznej i historycznoliterackiej. Część 2, „Przegląd Policyjny”, nr 1, s. 5–22.
- Ojcewicz G. (2008), Wokół śmierci Sergiusza Jesienina, czyli Tekst poetycki jako źródło wiedzy o przestępstwie, „Slavia Orientalis”, nr 4, s. 463–483.
- Ojcewicz G., Włodarczyk R. (2008), Samobójstwo czy perfidne zabójstwo? Śmierć Sergiusza Jesienina w świetle współczesnej wiedzy kryminalistycznej i historycznoliterackiej. Część 1, „Przegląd Policyjny”, nr 4, s. 5–39.
- Szokalski J. (1995), Czas w poezji Sergiusza Jesienina. W setną rocznicę urodzin poety, Warszawa 1995.
- Szokalski J. (2002), Poezja czasu próby, [w:] Historia literatury rosyjskiej XX wieku, red. A. Drawicz, Warszawa, s. 192.
- W kręgu Jesienina (2002), red. J. Szokalski, Warszawa.
- Браун Н. (2006), Есенин, казненный дегенератами, „Новый Петербургъ”, № 14(778), 13 апреля.
- Браун Н., Есенин, казненный дегенератами. Подробности гибели поэта рассказывает сын очевидца событий; wersja elektroniczna: http://www.rusk.ru.
- Бухарин Н. (1927), Злые заметки (О социальном значении поэзии Есенина), Москва – Ленинград; wersja elektroniczna: http://berkovich-zametki.com/2005/Zametki/Nomer12/VOstrovsky1.htm.
- Кузнецов В. (1998), Тайна гибели Есенина. По следам одной версии, Москва.
- Кузнецов В. (2004), Сергей Есенин. Тайна смерти (казнь после убийства), Санкт-Петербург.
- Кузнецов В. (2006), Есенин. Казнь после убийства, Санкт-Петербург.
- Лавренев Б. (1925), Казненный дегенератами, „Красная газета” (вечерний выпуск), Ленинград, № 315, 30 декабря.
- Ойцевич Г. (2009), Поэтическое произведение как источник информации о преступлении (поэты-современники о смерти Сергея Есенина), [в:] Актуальные проблемы современной науки. Материалы международных научно-практических конференцй научной сессии «XI Невские чтения» (22–24 апреля 2009), под общ. ред. Н.И Озеровой, Санкт-Петербург, с. 172–177; http://esenin.ru/content/view/1406/144/.
- Ойцевич Г., Влодарчик Р. (2009), Криминалистический эксперимент с применением огнестрельного оружия при установлении обстоятельств смерти поэта Сергея Есенина, [w:] Kriminalistika ir teisto ekspertizė: mosklas, studijos, praktyka. Criminalistics and Forensic Examination: science, studies, practice. Криминалистика и судебная экспертиза: наука, обучение, практика. Kolektyvinė monografija. Corporate Study. Коллективная монография, sudarytojai H. Malevski, G. Juodkaitė-Granskienė, Vilnius, c. 211–234.
- Ойцевич Г., Лев Троцкий и Сергей Есенин, или Laudatio funebris как источник коварного стереотипа, [w:] http://esenin.ru/content/view/1379/144/.
- Ойцевич Г., Новый комментарий к Чёрному чеорвеку Сергея Есенина, http://esenin.ru/content/view/1441/144.
- Прокопенко А.С., Её Безумие «Государственная тайна». Утоли моя печали..., [в:] А.С. Прокопенко, Пагуба государственной тайны; http://esenin.ru/content/view/581/14.
- Сергей Есенин глазами современников (2006), вступ. ст., сост., подгот. текста, коммент. Н.И. Шубниковой-Гусевой, Санкт-Петербург.
- Тайна гибели Есенина (2005), „Комсомольская правда. Культура”, 24 ноября; http://www.kp.ru/daily/23617.3/47109.
- Тормышов В.С., Психическое состояние Есенина на декабрь 1925 г.; http://world.lib.ru/t/tormyshow_w_s/psihicheskoesostojanieeseninanadekabrx1925g.shtml.
- Троцкий Л. (1926), Памяти Сергея Есенина, „Правда” (3244), № 15, 19 января.
- Хлысталов Э. (1991), Тайна гостиницы „Англетер”, Москва.
- Хлысталов Э. (1991), Тайна убийства Сергея Есенина, предисловие И. Сипачевой, художественное оформление В. Микулина, Москва.
- Хлысталов Э. (2005), Тайна гибели Есенина. Записки следователя из „Англетера”, Москва.
- Хлысталов Э. (2006), 13 уголовных дел Сергея Есенина, Москва.
- Szkic: Siergiej Jesienin – mistrz „Tajemnicy słowa” w 90. r. śmierci, [w:] Marek Różycki jr. Artystyczny Bazar Różyckiego, Oficyna Wydawnicza Rafał Brzeziński /rafalbrzezinski.info/, 2016 – rozmowy, szkice i felietony z- i o najwybitniejszych twórcach kultury i sztuki, s. 451, ISBN 978-83-65078-10-0[12]